# Ster van Eer (Soerakarta)

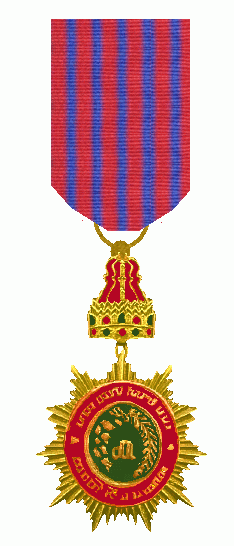
Ster der Ie Klasse

De Ster van Eer of (Maleis) "Bintang Sri Nugraha", werd op 16 september 1904 door Soesoehoenan Pakoeboewono X van Soerakarta ingesteld. Op 8 april 1900 had de Keizer twee Nederlandse onderdanen de Pujung Sri Nugraha, het recht om de pajong te voeren, toegekend. Deze pajong, het recht om een grote parasol boven zich te laten dragen was het kenmerkende en jaloers bewaakte privilege van de Javaanse adel. Nederland kon niet accepteren dat een Indisch vorst Nederlanders op deze wijze onderscheidde en zag de verlening van pajongs als een belediging van het Nederlandse koloniale gezag. Ook in Brits-Indië mochten de kolonisatoren geen inlandse orden, geschenken of privileges aannemen.
De Orde heeft vijf graden: 
- Eerste Klasse of Bintang Sri Nugraha Pangkat I,
- Tweede Klasse of "Bintang Sri Nugraha Pangkat II",
- Derde Klasse of "Bintang Sri Nugraha Pangkat III",
- Vierde Klase of "Medali Sri Nugraha Pangkat IV in Brons en
- Vijfde Klasse of Medali Sri Nugraha Pangkat V in Koper. De medailles werden meestal aan de dienaren van de Kraton toegekend.

De Eerste Klasse werd door de Soesoehoenan aan al zijn zeventig wettige kinderen verleend. Men draagt deze ster aan een keten of lint om de hals. De orde bestond in ieder geval al in 1903 en zal rond 1900 zijn ingesteld.
De dragers van de eerste drie graden hadden recht op een pajong.
Het versiersel is een ster met elf punten en stralen van goud, zilver of brons. In het door een rode geëmailleerde ring omgeven medaillon staat het monogram van de Soesoehoenan. Als verhoging is de rood en groen geëmailleerde Keizerskroon van Soerakarta gebruikt. Het lint is rood met vijf verticale lichtblauwe strepen. Men draagt de decoratie aan een lint op de linkerborst. 